# Yogananda

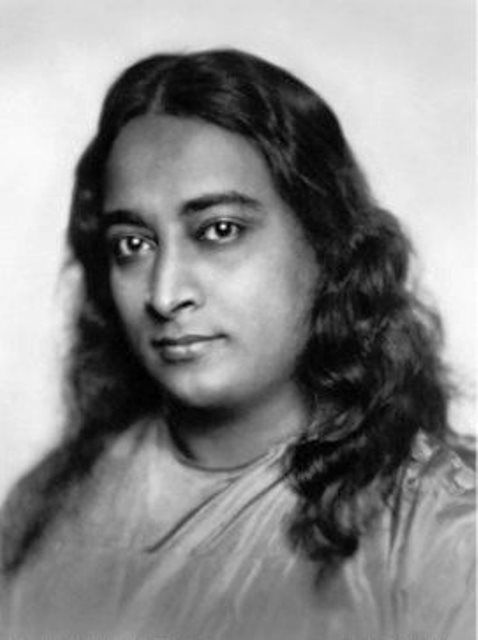
Yogananda (1920)

Paramahansa Yogananda (bengalisch: যোগানন্দ Yogānanda; bürgerlich Mukunda Lal Ghosh; * 5. Januar 1893 in Gorakhpur, Bengalen; † 7. März 1952 in Los Angeles, USA) war ein indischer Yoga-Meister, Philosoph und Schriftsteller.
In Yogananda sehen seine Anhänger – sie verehren ihn als ihren Guru – einen Premavatar, eine göttliche Inkarnation. Als Gründer der Yogoda Satsanga Society of India (YSS) (gegründet 1917 in Indien) sowie der Self-Realization Fellowship (SRF) (gegründet 1920 in den USA) machte er den Kriya Yoga, der als Bestandteil des Raja Yoga verstanden wird, im Westen bekannt.

## Anfänge

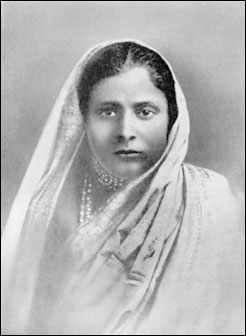
Mutter – Gyan Prabha Ghosh
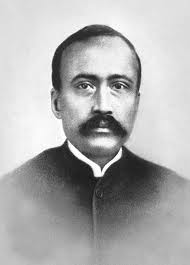
Vater – Bhagabati Charan Ghosh

Yogananda wuchs in wohlhabenden Verhältnissen auf. Sein Vater Bhagabati Charan Gosh (1853–1942) war ein hochrangiger Beamter der indischen Eisenbahn. Seine Mutter Gyana Prabha Ghosh (1868–1904) starb früh. Zu seinen zahlreichen Geschwistern gehört der international bekannte Bodybuilder und Hathayogi Bishnu Charan Ghosh. Yogananda traf seinen Guru Yukteswar Giri 1910 im Alter von 17 Jahren. Nach seinem Studienabschluss 1915 am Scottish Church College, angeschlossen an die University of Calcutta, wurde er in den Swami-Orden aufgenommen. 1917 gründete er die Yogoda Satsanga Society of India (YSS) sowie eine Knabenschule in Ranchi. Hier verband er moderne Ausbildungsmethoden mit Yoga-Schulung und geistigen Techniken. Zwanzig Jahre nach seiner Aufnahme in den Swami-Orden erhielt Yogananda von Yukteswar den Titel Paramahansa verliehen, was so viel wie „höchster Schwan“ bedeutet, ein hinduistischer Ehrentitel.

## Kriya-Yoga
Yogananda arbeitete im Westen an der Vermittlung von Kriya Yoga, einer geistigen Technik. Yukteswar selbst war ein Jünger von Lahiri Mahasaya, der wiederum ein Jünger von Mahavatar Babaji gewesen sein soll. Babaji war es auch, der den Kriya-Yoga wiederbelebt haben soll, und durch Lahiri Mahasaya soll er begonnen haben, für die erneute Verbreitung dieser Technik zu sorgen. Yogananda brachte diese schließlich in den Westen.

## Vortragsreisen im Westen

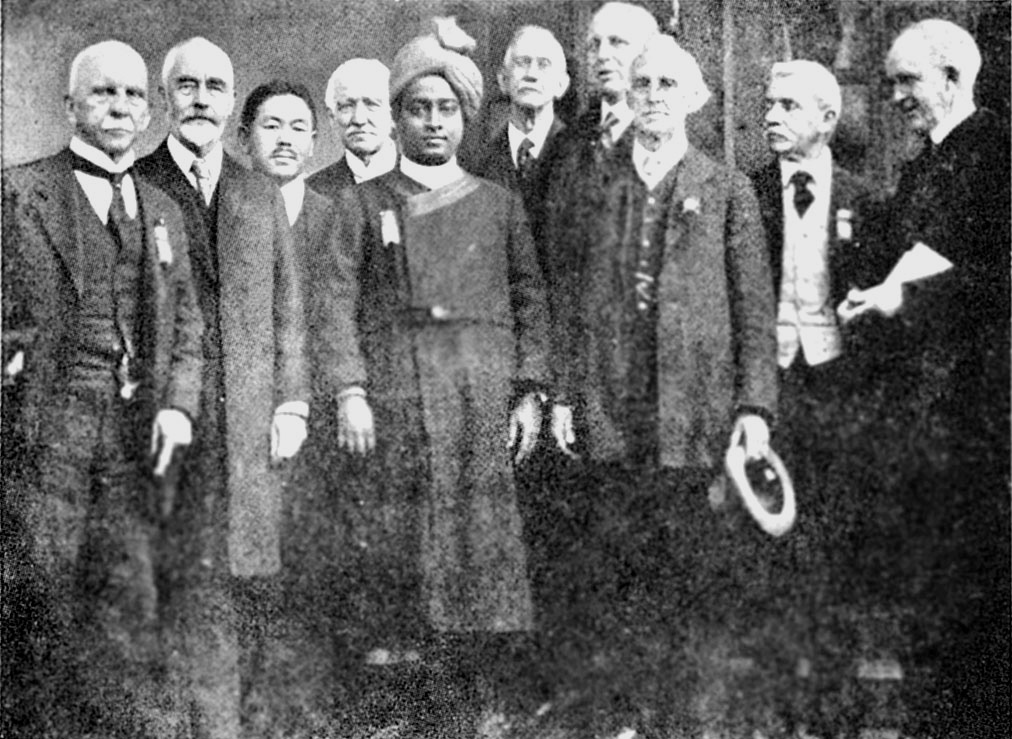
Yogananda 1920, als er an dem „Congress of Religious Liberals“ in Boston bei seiner Ankunft in den Vereinigten Staaten teilnimmt.

Yogananda wurde von seinem Guru, Yukteswar Giri, durch umfassende Schulungen für seine Mission im Westen vorbereitet. Er verließ Indien nur ungern und es sollte ein Abschied für immer werden. 1920 folgte er einer Einladung, als indischer Delegierter am „Congress of Religious Liberals“ in Boston teilzunehmen. Er blieb im Westen und hielt in den darauffolgenden Jahren Vorträge an der gesamten amerikanischen Ostküste. 1924 unternahm er eine Vortragsreise quer durch den nordamerikanischen Kontinent, wo er große Säle, etwa die Carnegie Hall in New York City und das Philharmonic Auditorium in Los Angeles, bis auf den letzten Platz füllte. 1925 etablierte Yogananda den Hauptsitz der SRF, das Internationale Mutterzentrum, in Mount Washington (Los Angeles) und widmete sich in den Folgejahren dem Aufbau dieser Organisation.
Im Jahre 1931 lernte er in Salt Lake City, Utah, die spätere Präsidentin der SRF Daya Mata (bürgerlicher Name Faye Wright) kennen und ein Jahr später Rajarsi Janakananda (bürgerlicher Name James J. Lynn) in Kansas City, Kansas, Präsident der SRF zwischen Yogananda und Mata. Seine Vortragsreisen setzte er fort. Einige seiner Schüler und engsten Vertrauten unterstützten ihn beim Aufbau der weltweiten Organisation oder halfen ihm materiell. 1927 empfing ihn der damalige amerikanische Präsident Calvin Coolidge im Weißen Haus. 1935 führte ihn eine 18-monatige Reise durch Europa und zurück in seine Heimat, nach Indien. Später ehrte Indien Yogananda mit einer Sondermarke. Auf seinen Reisen begegnete Yogananda bekannten Persönlichkeiten, wie Therese Neumann, der Hindu-Heiligen Anandamayi Ma, Mahatma Gandhi, Rabindranath Tagore und dem Nobelpreisträger und Physiker C. V. Raman. Die 1930er Jahre waren geprägt durch einen Rückzug Yoganandas aus dem öffentlichen Leben und die Hinwendung zur schriftstellerischen Tätigkeit in der Abgeschiedenheit von Encinitas, um zukünftigen Generationen seine Lehre nahezubringen.

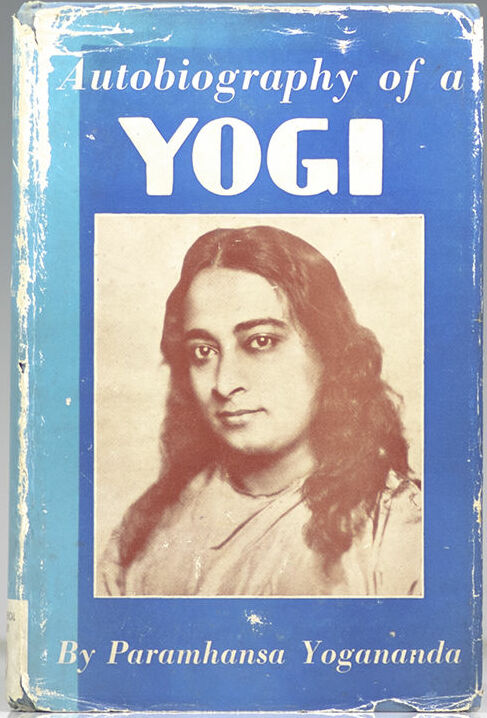
Cover von „Autobiographie eines Yogi“ der ersten Auflage 1946.

Im Jahr 1952 erlitt Yogananda im Los Angeles Biltmore Hotel während einer Rede zu Ehren des indischen Botschafters Binay Ranjan Sen einen tödlichen Herzanfall.

## Werk
Yogananda legte seine Lehre zunächst in 18 Lehrbriefen dar, die auf die Kriya-Yoga-Einweihung vorbereiten sollten. Die von ihm gegründete Gemeinschaft der Selbstverwirklichung (SRF), in den USA als Kirche eingetragen, ergänzte diese Briefe bis heute auf mehr als 180 Stück. 1946 publizierte er die Autobiographie eines Yogi, die ein wichtiges Werk zum Verständnis der indischen Philosophie im Westen wurde. Dieses Werk, die authentische Lebensbeschreibung eines fortgeschrittenen Yogi, wurde in zahllose Sprachen übersetzt und entwickelte sich schnell zu einem Yoga-Klassiker weltweit.
Parallel arbeitete Yogananda intensiv an seinen Kommentaren zur Bhagavad Gita, God Talks with Arjuna, sowie jenen zum Neuen Testament, also zur christlichen Bibel, The Second Coming of Christ, The Resurrection of the Christ Within You, die nicht mehr zu seinen Lebzeiten herausgebracht werden konnten. In seinen Kommentaren zum Neuen Testament erarbeitete Yogananda die seiner Meinung nach grundlegende Einheit zwischen der Lehre Christi, der Lehre Krishnas und des klassischen Yoga.
Bis heute wird Yoganandas humanitäres Lebenswerk von den von ihm ins Leben gerufenen Organisationen, der Self-Realization Fellowship (SRF) im Westen und der Yogoda Satsanga Society of India (YSS), verwaltet. Diese Organisationen unterhalten angeschlossene Tempel und Meditationszentren weltweit. Nach Yoganandas Tod im Jahre 1952 stand Rajarsi Janakananda (James J. Lynn), ein engster Vertrauter Yoganandas, an der Spitze der Organisation. Ihm folgte 1955 Daya Mata (Faye Wright), eine langjährige Schülerin Yoganandas, als Präsidentin. Sri Daya Mata verstarb am 30. November 2010, nachdem sie mehr als 55 Jahre als Präsidentin der SRF/YSS gedient hatte.
Mrinalini Mata war Präsidentin von 2011 bis 2017. Ihr Nachfolger ist nun Bruder Chidananda.

## Werke
Liste der Bücher von Yogananda sortiert nach dem Datum der aktuellsten Druckversion. Die Autobiographie eines Yogi wurde 1950 erstmals veröffentlicht (67 Jahre):

### 1990er
- Wo Licht ist. Den Herausforderungen des Lebens begegnen. Barth, 1996, ISBN 978-3-502-62663-3, gebundene Ausgabe.
- Das Gesetz des Erfolges. Self-Realization Fellowship, 1999, ISBN 978-0-87612-157-3, gebundene Ausgabe.

### 2000er
- Meditationen zur Selbst-Verwirklichung. Self-Realization Fellowship, 2001, ISBN 978-0-87612-049-1, gebundene Ausgabe.
- Der Wein des Mystikers. Self-Realization Fellowship, 2001, ISBN 978-0-87612-227-3, gebundene Ausgabe.
- Aus der Quelle der Seele. Self-Realization Fellowship, 2001, ISBN 978-0-87612-172-6, gebundene Ausgabe.
- Zwiesprache mit Gott. Self-Realization Fellowship, 2001, ISBN 978-0-87612-169-6, gebundene Ausgabe.
- Wege zum inneren Frieden. Self-Realization Fellowship, 2001, ISBN 978-0-87612-012-5, gebundene Ausgabe.
- Wissenschaftliche Heilmeditationen. Self-Realization Fellowship, 2001, ISBN 978-0-87612-147-4, gebundene Ausgabe.
- Autobiographie eines Yogi. Self-Realization Fellowship, 2001, ISBN 978-0-87612-087-3, gebundene Ausgabe und Taschenbuch.
- Die ewige Suche des Menschen. Band I aus der Reihe Gesammelte Vorträge und Essays. Self-Realization Fellowship, 2001, ISBN 978-0-87612-235-8, Taschenbuch.
- Geistiges Tagebuch. Inspiration für jeden Tag. Self-Realization Fellowship, 2001, ISBN 978-0-87612-022-4, gebundene Ausgabe.
- Erfolg im Leben. Self-Realization Fellowship, 2002, ISBN 978-0-87612-457-4, gebundene Ausgabe.
- Lieder der Seele. Self-Realization Fellowship, 2002, ISBN 978-0-87612-250-1, Taschenbuch.
- Warum Gott das Böse zulässt. Self-Realization Fellowship, 2002, ISBN 978-0-87612-462-8, gebundene Ausgabe.
- Worte von Paramahansa Yogananda. Self-Realization Fellowship, 2003, ISBN 978-0-87612-119-1, gebundene Ausgabe.
- Religion als Wissenschaft. Self-Realization Fellowship, 2003, ISBN 978-0-87612-008-8, gebundene Ausgabe.
- Im Zauber des Göttlichen. Band II aus der Reihe Gesammelte Vorträge und Essays. Self-Realization Fellowship, 2004, ISBN 978-0-87612-242-6, Taschenbuch.
- Flüstern aus der Ewigkeit. Self-Realization Fellowship, 2005, ISBN 978-0-87612-104-7, Taschenbuch.
- Die Bhagavad Gita. Zwei Bände. Self-Realization Fellowship, 2005, ISBN 978-0-87612-032-3, gebundene Ausgabe.
- Leben ohne Angst. Self-Realization Fellowship, 2006, ISBN 978-0-87612-472-7, gebundene Ausgabe.
- Der Yoga der Bhagavad Gita. Kompression der Bände Die Bhagavad Gita. Self-Realization Fellowship, 2008, ISBN 978-0-87612-034-7, Taschenbuch.
- Der Yoga Jesu. Einblick in die verborgenen Lehren der Evangelien. Kompression der Bände Die Wiederkunft Christi. Self-Realization Fellowship, 2009, ISBN 978-0-87612-028-6, Taschenbuch.

### 2010er
- An der Quelle des Lichts.  Self-Realization Fellowship, 2010, ISBN 978-0-87612-279-2, Taschenbuch.
- Die Wiederkunft Christi. Band I von drei deutschen Bänden. Self-Realization Fellowship, 2013, ISBN 978-0-87612-221-1, gebundene Ausgabe.
- Zwei Frösche in Not. Fabel. Self-Realization Fellowship, 2013, ISBN 978-0-87612-249-5, Taschenbuch.
- Die Reise zur Selbst-Verwirklichung. Band III aus der Reihe Gesammelte Vorträge und Essays. Self-Realization Fellowship, 2015, ISBN 978-0-87612-606-6, Taschenbuch
- Die Wiederkunft Christi. Band II von drei deutschen Bänden. Self-Realization Fellowship, 2017, ISBN 978-0-87612-222-8, gebundene Ausgabe.

### 2020er
- Die Wiederkunft Christi. Band III von drei deutschen Bänden. Self-Realization Fellowship, 2022, ISBN 978-0-87612-223-5, gebundene Ausgabe.

## Filmdokumentation
- „Awake – Das Leben des Yogananda“, amerikanische Dokumentation mit deutschem Untertitel, 2014, EAN 4042564164954, DVD